# Eurya pullenii
Eurya pullenii là một loài thực vật có hoa trong họ Pentaphylacaceae. Loài này được Hoogland mô tả khoa học đầu tiên năm 1958.